# Nigel Small-Fawcett
Nigel Small-Fawcett é uma personagem do filme 007 Nunca Mais Outra Vez (1983), produção independente da Warner Bros. com Sean Connery no papel do agente britânico James Bond 007, doze anos após seu último filme na franquia oficial da EON Productions, 007 Os Diamantes São Eternos (1971). Ela é vivida nas telas pelo ator e humorista britânico Rowan Atkinson.

## Características
Small-Fawcett é um diplomata representante do Ministério das Relações Exteriores britânico operando para o MI-6 nas Bahamas, onde ajuda Bond com informações sobre o vilão Maximiliano Largo e o roubo das ogivas atômicas. Afobado, falastrão e geralmente inconveniente, todas as suas intervenções se dão atrapalhando algum momento romântico de 007 no filme. É o responsável por alguns dos momentos de comicidade da trama.

## No filme
Small-Fawcett aparece em cena pela primeira vez atrapalhando uma conversa sedutora entre Bond e Lady in Bahamas, uma turista britânica que pretende sair de barco em alto mar para pescar. Apesar do segredo da presença do espião ali, ele já chega gritando o nome de Bond no meio da multidão. Nigel transmite a 007 algumas informações sobre Largo e se diz preocupado com a fama de Bond, de que ele possa matar pessoas ali e atrapalhar o negócio do turismo local. Depois, quando Bond está na cama do hotel com a turista, ele interrompe mais uma vez, pelo telefone, passando novas informações para a investigação e convida Bond para um mergulho no dia seguinte. Bond coloca o fone no balde de gelo e o deixa falando sozinho. Logo depois, uma explosão destrói o quarto de Bond no hotel, que deveria estar nele mas está no de "Lady".
Nigel volta a aparecer no final do filme, quando Bond, depois de recuperar os mísseis nucleares e destruir Largo, relaxa e nada na piscina, de volta às Bahamas com Domino Petachi, a ex-protegida e namorada do vilão que agora é sua amante. Quando os dois estão abraçados na piscina, ele reaparece na casa silenciosamente,  mas confundido com algum intruso agressor no meio das plantas que cercam o local, é atacado e jogado dentro da piscina por Bond. Todo ensopado, de terno, gravata e sua constante pastinha, ele apenas diz a Bond que M pede que ele retorna rapidamente ao serviço para a segurança do mundo civilizado, ao que o agente responde:"Nunca mais outra vez".